# Positano
Positano je přímořské městečko jihoitalského regionu Kampánie v provincii Salerno, ležící asi 60 km jižně od Neapole. Je nejzápadnějším bodem slavné Amalfitany, která je pro své přírodní krásy známá po celém světě a od roku 1997 se nachází na seznamu Světového dědictví UNESCO. Zvláště Positano se vyznačuje neobvykle krásnými výhledy na moře i okolní hory, tyčící se kolem pobřeží. 
Město má rozlohu 8,65 km² s počtem obyvatel 3 860 (údaj z roku 2012). Positano se rozprostírá na území s vysokým nadmořským převýšením - nejnižší bod je 0 m n. m., naopak ten nejvyšší se nachází ve výšce 1 444 m n. m. Leží na svazích  hor Monte SantʼAngelo a Tre Pizzi. Svatým patronem města je San Vito a jeho svátek občané slaví 15. června. 

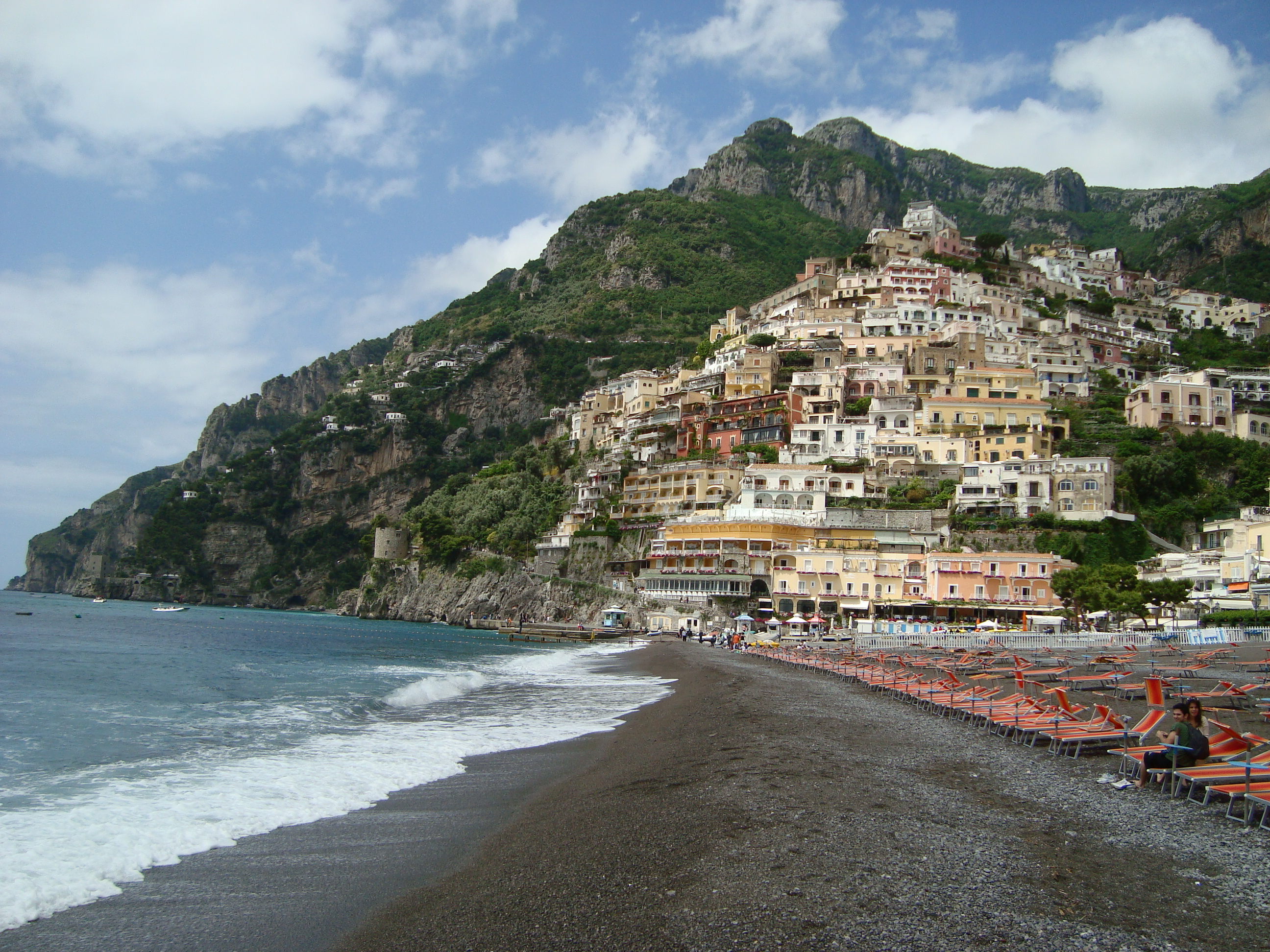
Positano

Současným starostou (ve funkci od dubna 2010) je Michele De Lucia, podnikatel narozený a žijící v Positanu. 

## Historie
Díky příznivým klimatickým podmínkám bylo toto území obydleno již od dob Římského impéria. V roce 2004 byly nalezeny archeologické pozůstatky vily, která právě toto datování dokazuje.

## Turismus
Positano je hojně navštěvováno turisty po celý rok, v nejfrekventovanější měsíce sezóny se městečkem projde až několik tisíc turistů denně.
Procházka ulicemi Positana umožňuje zblízka si prohlédnout specifickou architekturu, na které na první pohled zaujmou dvě věci. První z nich jsou úzké a vysoké stavby, jejichž charakter je
dán geografickými podmínkami. Druhým nápadným rysem jsou úzké uličky, které měly pomáhat při obraně města. Dnes jsou tyto uličky plné malých obchůdků se zbožím místních výrobců, jako
například místní tradiční likér Limoncello nebo nejrůznější výrobky z citrónů - od sladkostí, přes vonné dekorace a svíčky, až po samotné citróny nadměrných velikostí.
Ve vyšších polohách nad městem je možné se napojit na množství turisticky populárních stezek. Tou nejznámější je trasa nazývaná Cesta bohů (Sentiero degli Dei), vedoucí z Bornerana do Nocelle (městská část Positana). 
V Positanu se nacházejí dvě pláže dosažitelné ze břehu, La Spiaggia Grande a Fornillo. Úzká schodiště vedoucí k nim z výše položených míst tvoří charakteristický obraz tohoto místa.
Po moři existuje množství lodních spojení, zajištěné místními lodními přepravci. Z Positana tak můžete navštívit například Amalfi, Salerno, Capri, Sorrento nebo Neapol.

## Pamětihodnosti
I přes malou rozlohu města je možné v Positanu navštívit celkem 8 kostelů.

### Chiesa Santa Maria Assunta
Tento kostel se nachází v samém centru městečka a se svou nápadnou zlatavou kupolí tvoří jeden ze záchytných bodů, kterých si povšimnete jako první, když přijíždíte od moře. Tento kostel byl založen v 20. letech 19. století na oslavu byzantské ikony Panny Marie z 13. století (tzv. Panny Marie Positánské), která je dodnes v tomto chrámu uctívána. 

## Dostupnost

### Autobusem

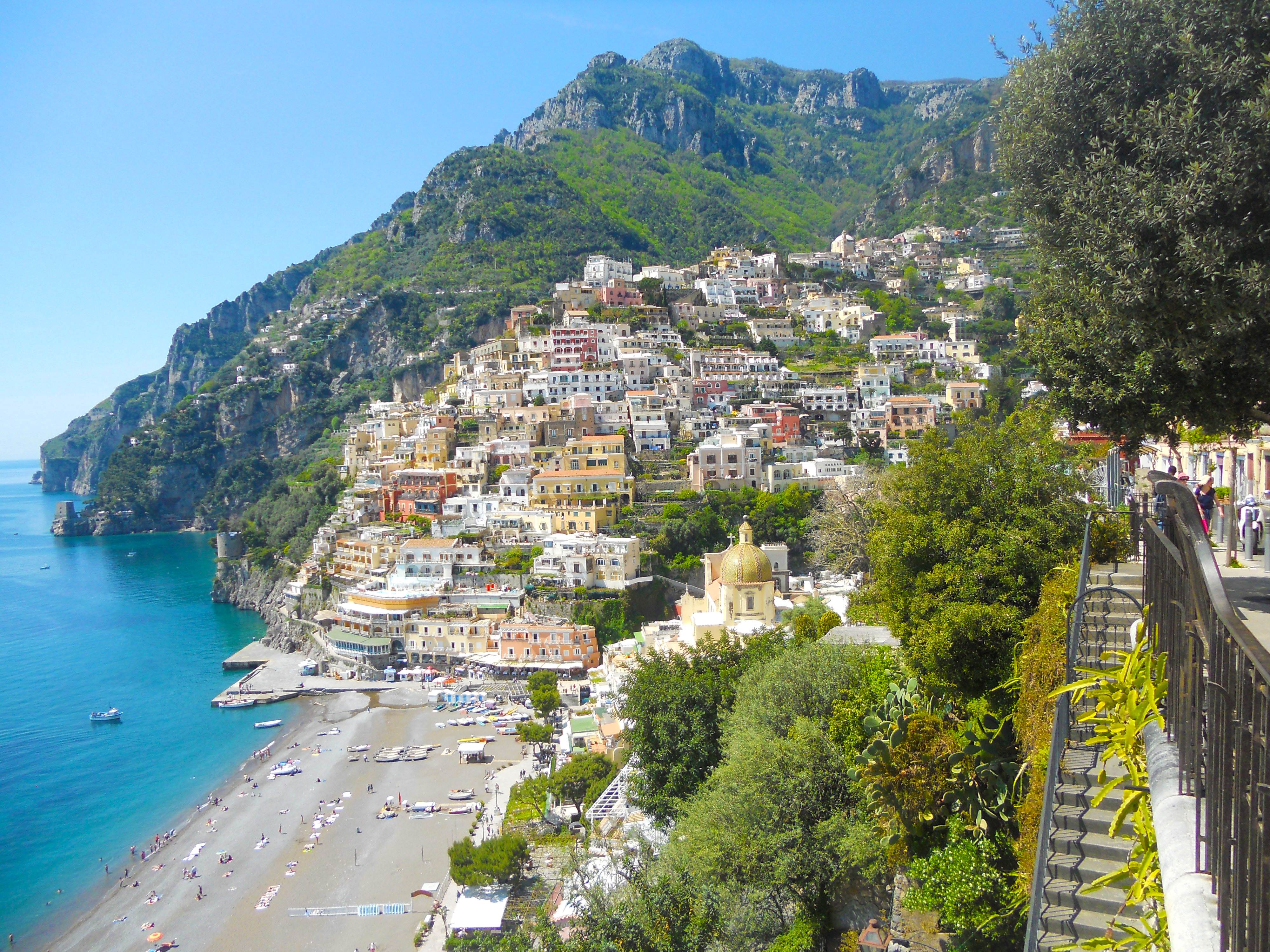
Positano, provincie Salerno, Itálie

Autobusovou dopravu z/do Positana zajišťuje dopravní společnost Sita. Autobus jezdí po trase Salerno-Sorrento. V průběhu jízdy se cestujícímu naskytne nesčetně malebných výhledů na okolní krajinu. Zastávka autobusů se nachází v horní části Positana, asi 15 minut pěšky od hlavní městské pláže.

### Autem
Autem je možné se do Positana dostat po silnici s označením SS163, vedoucí ze Salerna a končící poblíž Sorrenta. Řidiči však musí být připraveni na úzkou cestu s množstvím zatáček se špatnou nebo nulovou viditelností. Často je nutné se vyhnout i protijedoucímu autobusu. Tato možnost je proto vhodná zejména pro zkušenější řidiče.

### Trajektem
Místní lodní společnosti zajišťují poměrně spolehlivé lodní spojení mezi Positanem a okolními přístavy, jako je například Salerno, Amalfi, Sorrento, Capri, Ischia nebo Neapol.

## Zajímavosti
V roce 2013 bylo Positano odměněno cenou s názvem Bandiera Blu 2013, kterou uděluje organizace FEE (Foundation for Environmental Education) obcím, které udržují své pláže čisté, dobře vybavené a obecně přispívají k lepšímu životnímu prostředí.

## Galerie

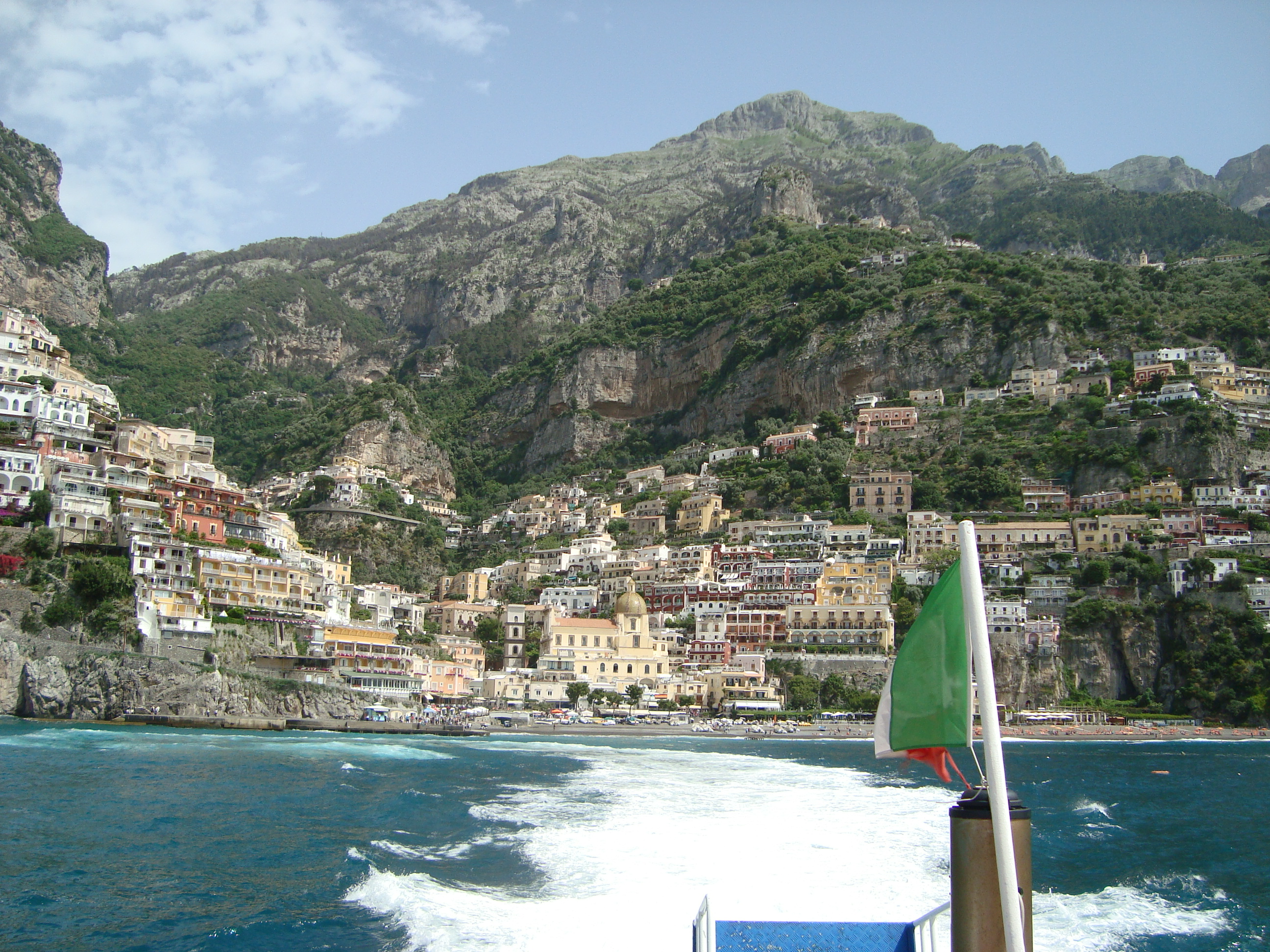
Positano a Monte S. Michele, 1 444 m
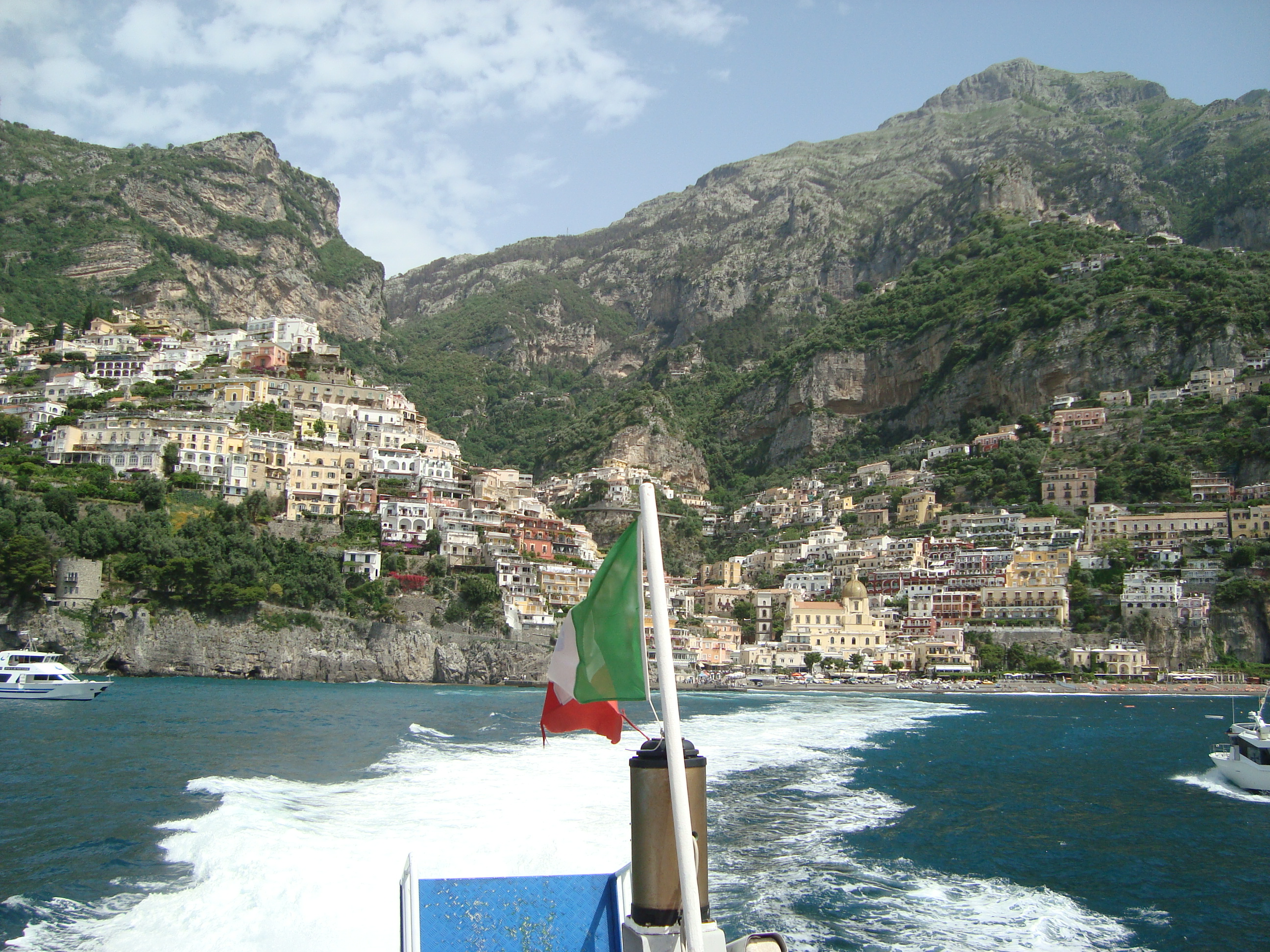
Positano a Monte S. Michele
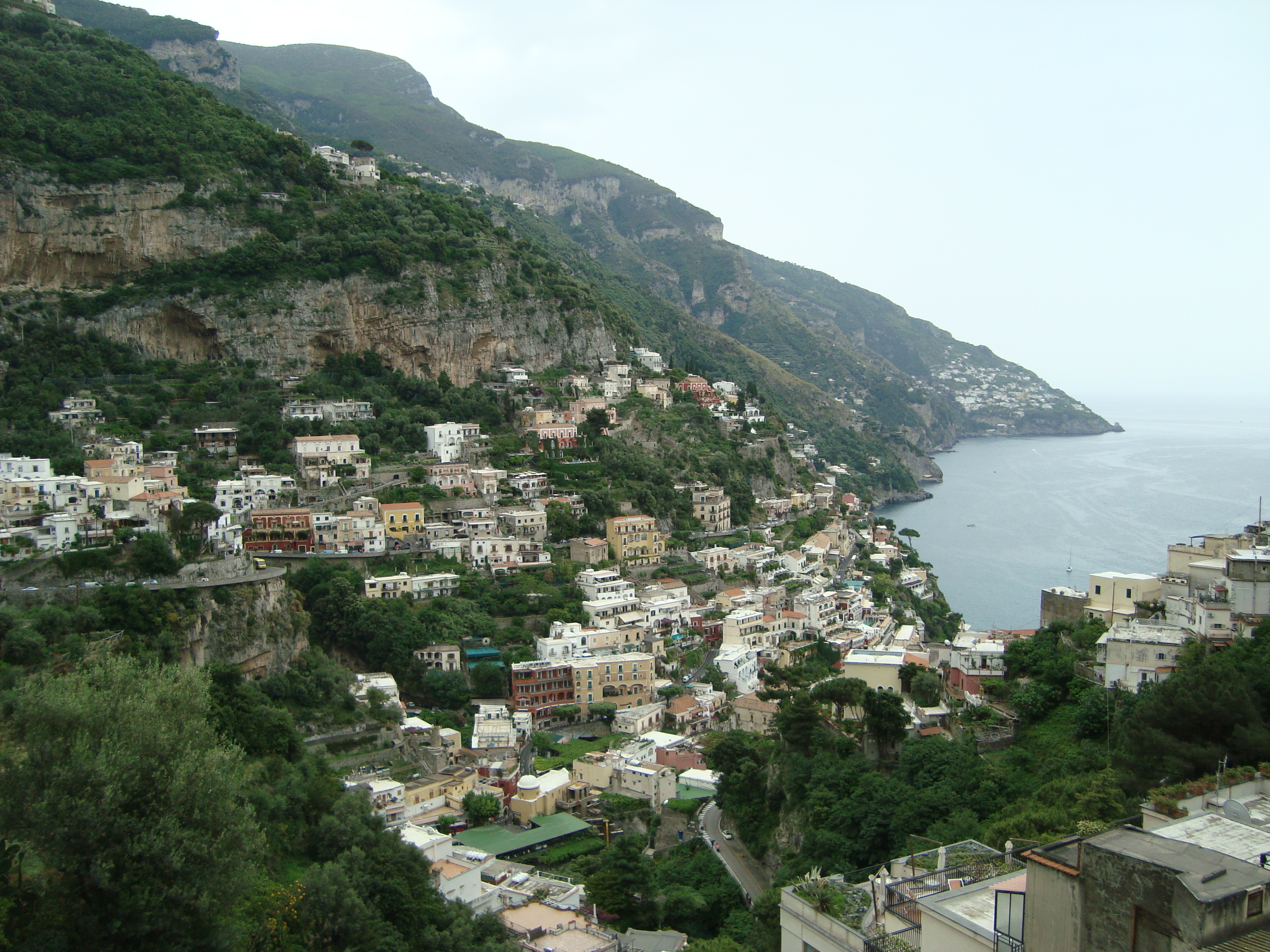
Positano, pohled ze západu
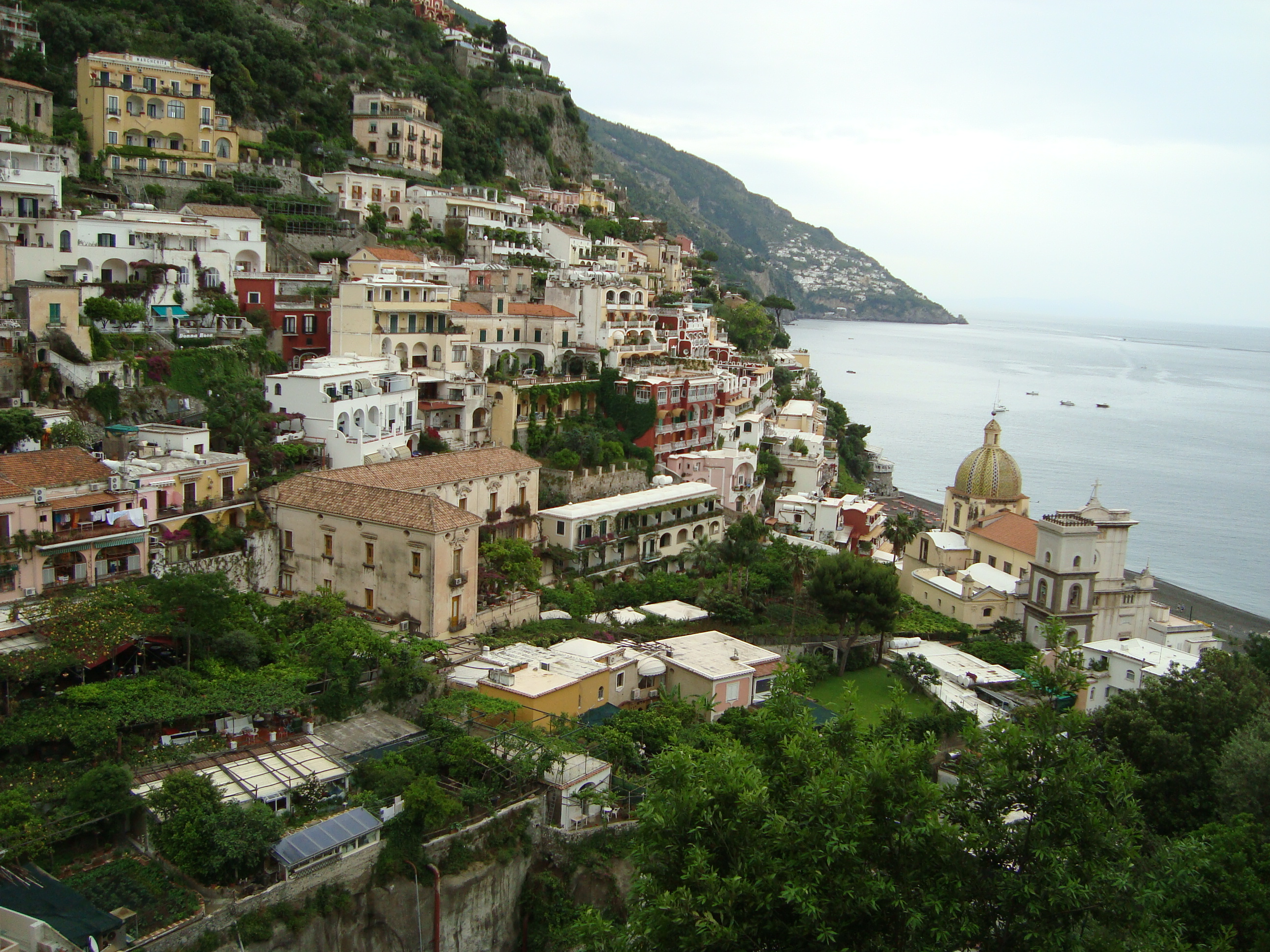
vlevo Palazzo Murat, vpravo S. Maria Assunta
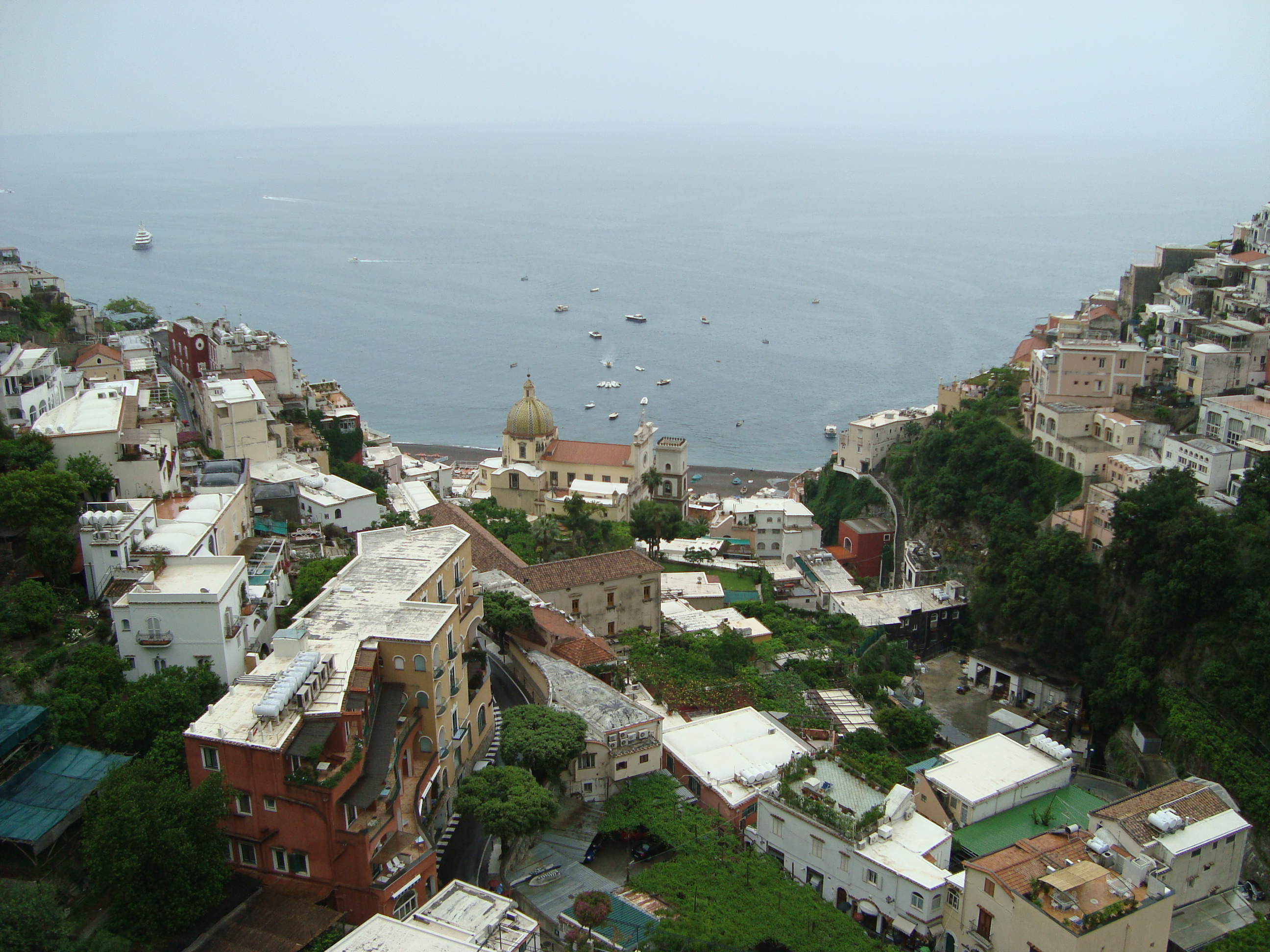
pohled z jihu
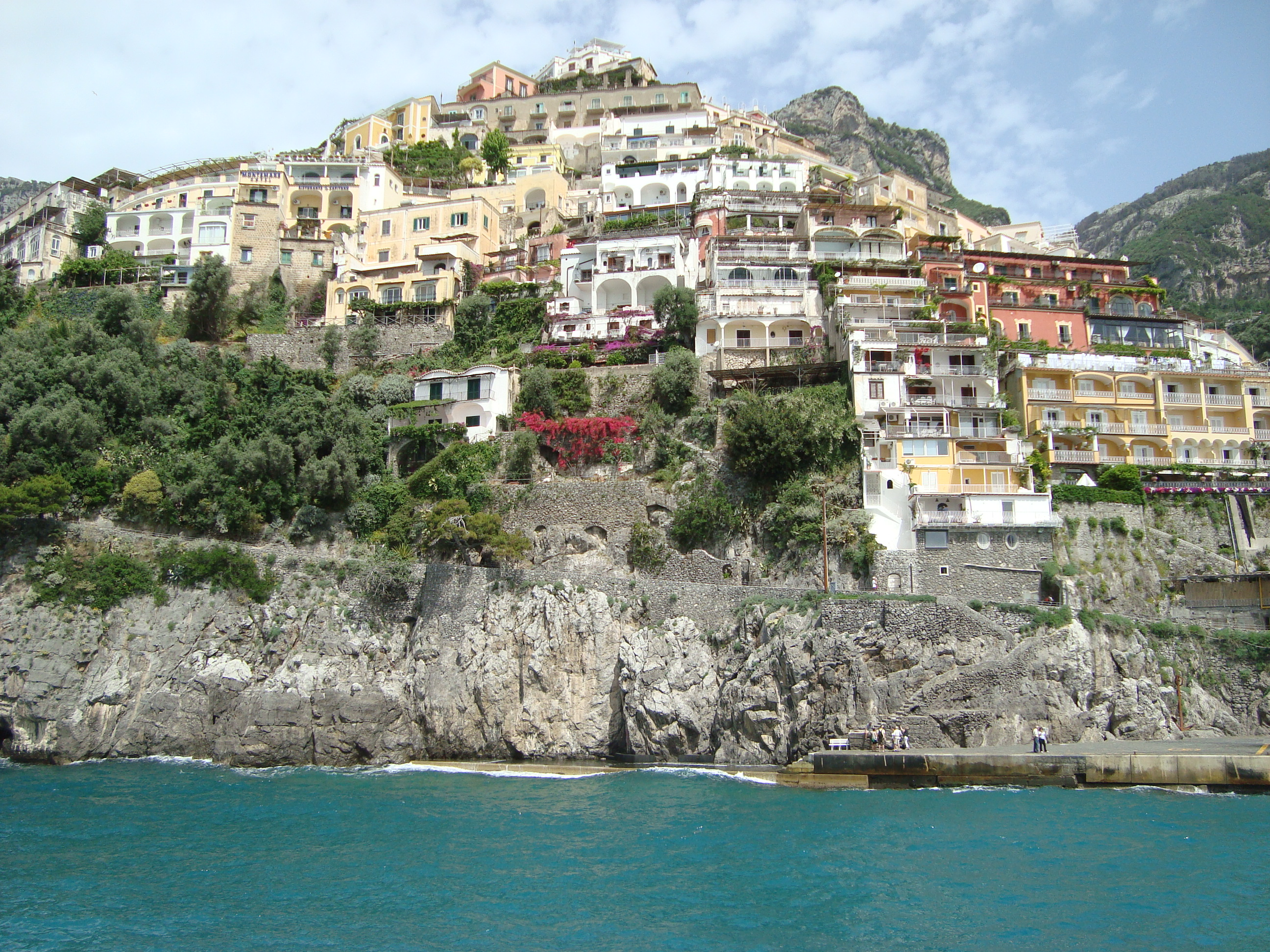
terasovitě vystavěné domy
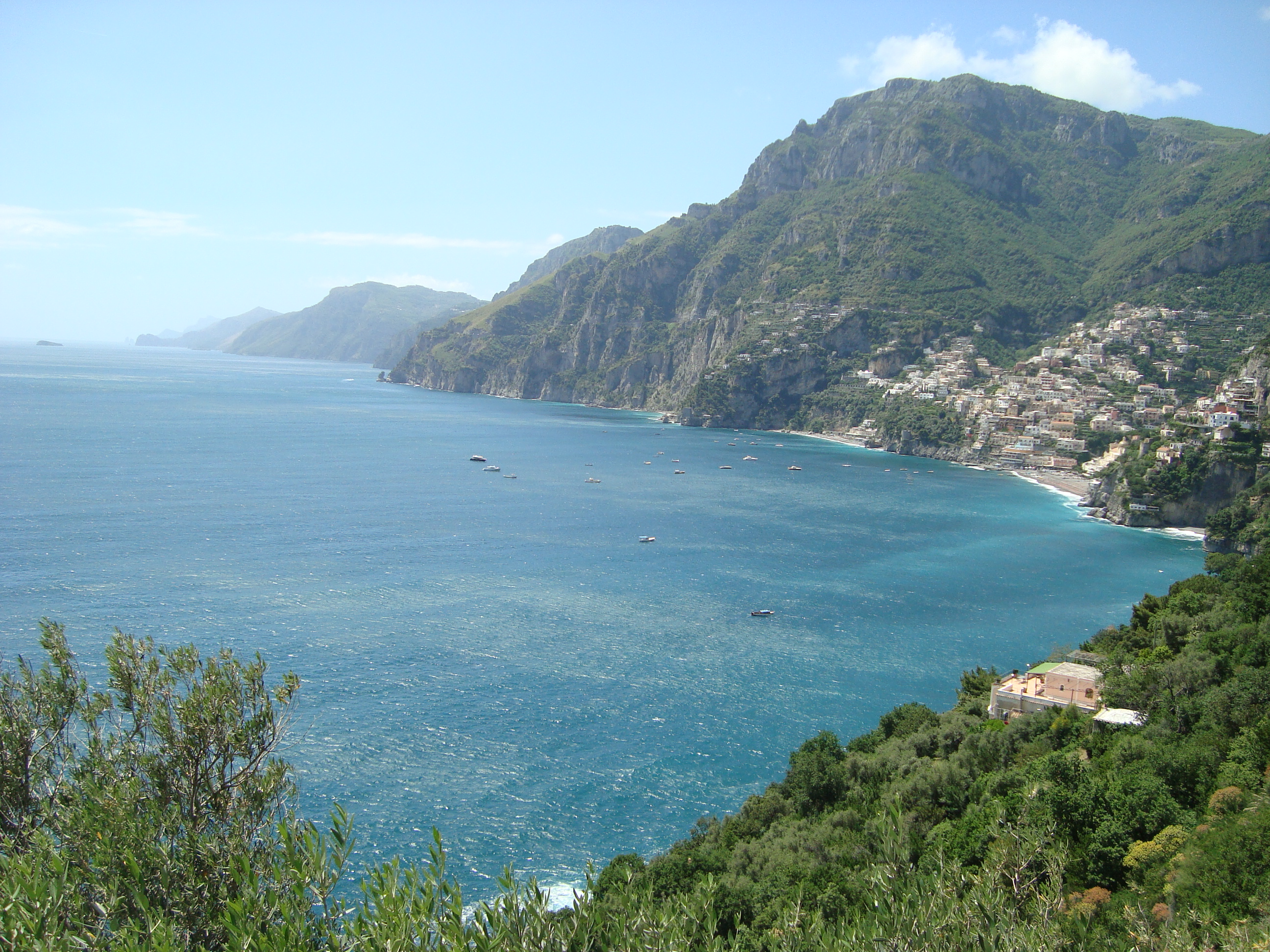
pohled z východu, Sorrentský poloostrov